# Aberto de Tênis do Rio Grande do Sul 2012
L'Aberto de Tênis do Rio Grande do Sul 2012 è stato un torneo professionistico di tennis maschile giocato sulla terra rossa. È stata la 1ª edizione del torneo, facente parte dell'ATP Challenger Tour nell'ambito dell'ATP Challenger Tour 2012. Si è giocato a Porto Alegre in Brasile dal 22 al 28 ottobre 2012.

## Partecipanti ATP

### Teste di serie
| Nazionalità | Giocatore             | Ranking* | Testa di serie |
| ----------- | --------------------- | -------- | -------------- |
| Spagna      | Rubén Ramírez Hidalgo | 91       | 1              |
| Austria     | Andreas Haider-Maurer | 98       | 2              |
| Portogallo  | João Sousa            | 99       | 3              |
| Romania     | Adrian Ungur          | 118      | 4              |
| Argentina   | Guido Pella           | 126      | 5              |
| Brasile     | Thiago Alves          | 129      | 6              |
| Paesi Bassi | Thiemo de Bakker      | 132      | 7              |
| Brasile     | João Souza            | 133      | 8              |

- 1 Ranking al 15 ottobre 2012.

### Altri partecipanti
Giocatori che hanno ricevuto una wild card:
- Marcelo Demoliner
- Gabriel Friedrich
- Fabricio Neis
- José Pereira

Giocatori che sono passati dalle qualificazioni:
- Arthur De Greef
- André Ghem
- Alejandro González
- Hans Podlipnik-Castillo

## Campioni

### Singolare
- Simon Greul ha battuto in finale  Gastão Elias, 2-6, 7–6(5), 7-5

### Doppio
- Marcelo Demoliner /  João Souza hanno battuto in finale  Simon Greul /  Alessandro Motti, 6-3, 3-6, [10-7]